# Папільйотка

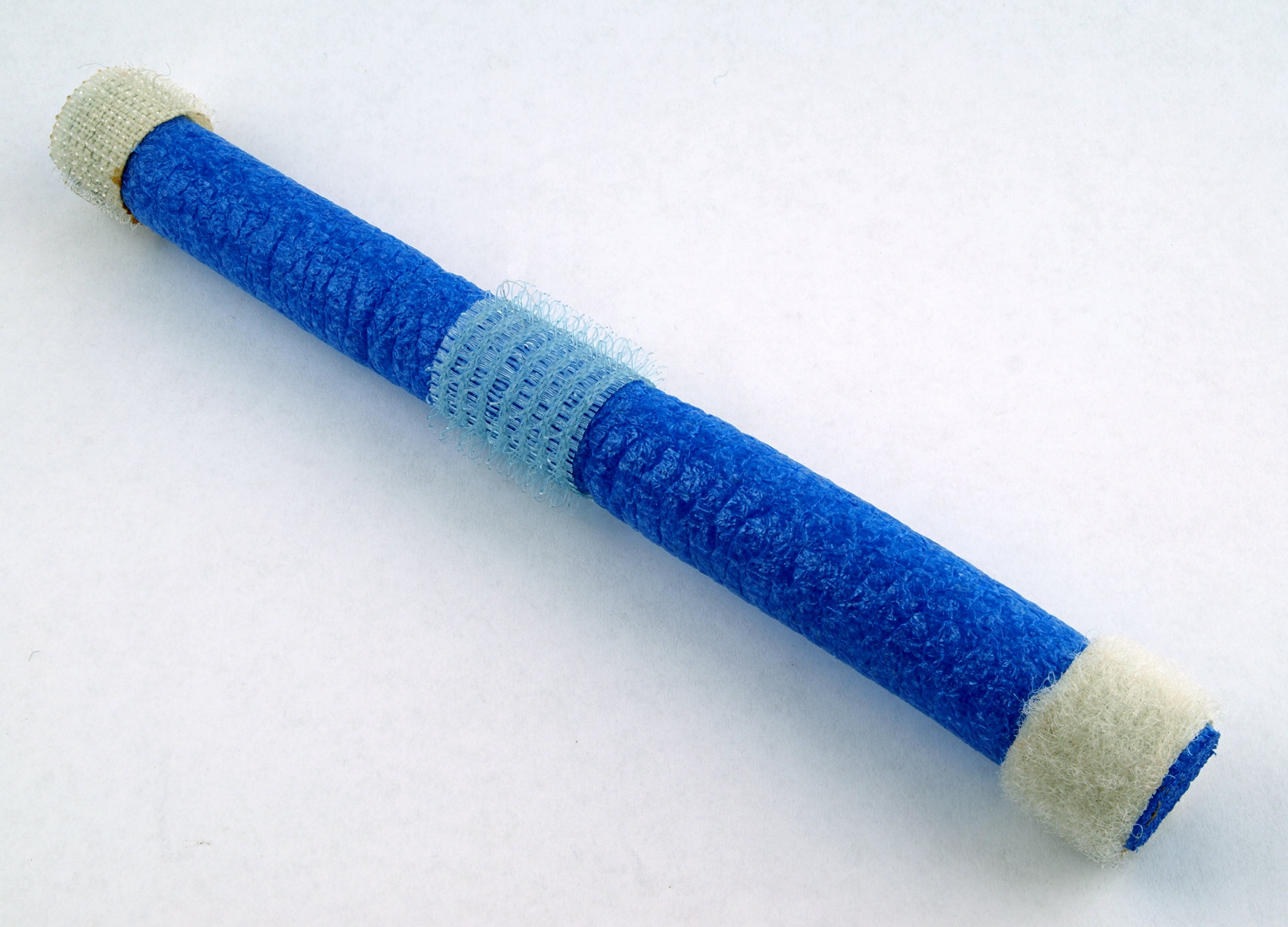
Папільйотка для накручування волосся

Папільйо́тка (фр. papillote, від papillon — «метелик») — невеликий джгут тканини чи паперу, на який до винаходу бігуді накручували волосся для завивки.
Папільйотки використовували як жінки, так і чоловіки. Нині папільйотки продають у зоомагазинах, використовують здебільшого для розгладжування і захисту вовни деяких довгошерстих порід домашніх тварин — морських свинок, собак (йоркширських тер'єрів, померанських шпіців, мальтійських болонок тощо).